# Above & Beyond (együttes)
Az Above & Beyond egy trance együttes, mely 2000-ben alakult. Tagjai Jonathan „Jono” Grant, Tony McGuinness, és Paavo Siljamäki. Hetente jelentkező rádió műsoruk a Group Therapy. Az együttes zenéit olyan neves DJ-k játsszák szerte a világon, mint Tiësto, Armin van Buuren, Ferry Corsten, ATB vagy épp Paul van Dyk. Jelenleg a hivatalos angol DJ MAG TOP 100 lemezlovas listán a 25. helyet foglalják el.

## Diszkográfia

### Albumok (Szóló)
- 2006 Tri-State
- 2007 Tri-State Remixed
- 2008 Above and Beyond presents Oceanlab-Sirens of the Sea
- 2009 Above and Beyond presents Oceanlab-Sirens of the Sea Remixed
- 2011 Group Therapy
- 2014 Acoustic
- 2015 We Are All We Need

### Kislemezek (Szóló)
- 2002 "Far from in Love" (Featuring Kate Cameron)
- 2004 "No One on Earth" (Featuring Zoë Johnston)
- 2005 "Air for Life" (Featuring Andy Moor)
- 2006 "Alone Tonight" (Featuring Richard Bedford)
- 2006 "Can't Sleep" (Featuring Ashley Tomberlin)
- 2007 "Good For Me" (Featuring Zoë Johnston)
- 2007 "Home" (Featuring Hannah Thomas)
- 2009 "Anjunabeach"
- 2010 "Anphonic" (Featuring Kyau & Albert)
- 2011 "Sun & Moon" (Featuring Richard Bedford)
- 2011 "You Got To Go" (Featuring Zoë Johnston)
- 2011 "Sea Lo Que Sea Será" (Featuring Miguel Bosé)
- 2011 "Thing Called Love" (Featuring Richard Bedford)
- 2012 "Love Is Not Enough" (Featuring Zoë Johnston)

### Mixalbumok
- 2003 "Anjunabeats Volume 1"
- 2004 "Anjunabeats Volume 2"
- 2005 "Anjunabeats Volume 3"
- 2006 "Anjunabeats Volume 4"
- 2007 "Anjunabeats Volume 5"
- 2008 "Anjunabeats100 + From Goa To Rio"
- 2008 "Anjunabeats Volume 6"
- 2009 "Anjunadeep:01"
- 2009 "Trance Nation"
- 2009 "Anjunabeats Volume 7"
- 2010 2010 AX Music Series Volume 15 - Utopia (Armani Exchange Music Series)
- 2010 "Anjunabeats Volume 8"
- 2011 "10 Years of Anjunabeats"
- 2011 "Anjunabeats Volume 9"
- 2013 "Anjunabeats Volume 10"
- 2014 "Anjunabeats Volume 11"
- 2015 "Anjunabeats Volume 12"

## Külső hivatkozások
- Above & Beyond hivatalos honlap
- Above & Beyond a MySpace-en